# El jove Törless
El jove Törless (títol original en alemany, Der junge Törless) és una pel·lícula alemanya del 1966 dirigida per Volker Schlöndorff, adaptació de la novel·la autobiogràfica "Les tribulacions del jove Törless" de Robert Musil. Tracta sobre el sadisme i les tendències homoeròtiques d'un grup de nois interns en una acadèmia militar austríaca als inicis del segle xx.

## Argument
La pel·lícula se situa als inicis del segle xx. Quan Thomas Törless (Mathieu Carrière) arriba a l'acadèma, s'assabenta que Anselm von Basini (Marian Seidowsky) ha estat enxampat robant a un company, Reiting (Fred Dietz), i és forçat a esdevenir el seu ’”esclau”, sotmetent-se als seus rituals sàdics. En Törless segueix aquesta relació amb interès intel·lectual, però sense implicar-s'hi emocionalment.
També intervé en aquestes sessions Beineberg (Bernd Tischer), amb qui Törless visita Bozena (Barbara Steele), la prostituta local. Novament, Törless es manté distant i més intrigat que excitat per la dona.
En canvi, sí que mostra molt d'interès a entendre els nombres imaginaris, quan els descobreix a la classe de matemàtiques. En una conversa privada amb el professor, aquest es mostra reticent o incapaç d'explicar què són els nombres imaginaris, afirmant que, a la vida, és l'emoció el que tot ho governa - fins i tot les matemàtiques.
Després que Basini és gairebé linxat per una multitud d'alumnes a conseqüència d'una de les intrigues de Reiting, Törless s'adona que la resta dels nois són simplement cruels. Això no sembla que afectar-li emocionalment més que no poder entendre els nombres imaginaris. Llavors, com que vol ser partícip de la crueltat, decideix marxar de l'acadèmia. Els seus professors pensen que està sota massa tensió emocional per a seguir a l'escola i tampoc volen que hi segueixi - els professors són part del sistema que permet fer coses tan horribles als dèbils i vulnerables.
Al final de la pel·lícula, Törless aconsegueix que la seva mare se l'endugui de l'escola. Marxa somrient.

## Premis i nominacions

### Nominacions
- 1966. Palma d'Or